# Bleekkuifspecht
De bleekkuifspecht (Celeus lugubris) is een vogel uit de familie Picidae (spechten).

## Verspreiding en leefgebied
Deze soort komt voor in het zuidelijke deel van Centraal-Zuid-Amerika en telt twee ondersoorten:
- C. l. lugubris: oostelijk Bolivia en zuidwestelijk Brazilië.
- C. l. kerri: Paraguay, zuidelijk Brazilië en noordoostelijk Argentinië.